# Liste der Kulturgüter in Amlikon-Bissegg
Die Liste der Kulturgüter in Amlikon-Bissegg enthält alle Objekte in der Gemeinde Amlikon-Bissegg im Kanton Thurgau, die gemäss der Haager Konvention zum Schutz von Kulturgut bei bewaffneten Konflikten, dem Bundesgesetz vom 20. Juni 2014 über den Schutz der Kulturgüter bei bewaffneten Konflikten sowie der Verordnung vom 29. Oktober 2014 über den Schutz der Kulturgüter bei bewaffneten Konflikten unter Schutz stehen.
Objekte der Kategorie A sind im Gemeindegebiet nicht ausgewiesen, Objekte der Kategorie B sind vollständig in der Liste enthalten, Objekte der Kategorie C fehlen zurzeit (Stand: 1. Januar 2023).

## Kulturgüter
| Foto |                                                                                   | Objekt                                                 | Kat. | Typ | Standort                                               | Beschreibung |
| ---- | --------------------------------------------------------------------------------- | ------------------------------------------------------ | ---- | --- | ------------------------------------------------------ | --- |
| ja   | Datei hochladen · Wikidata zu Zollbrücke-Eschikofen (Q29882382)                   | Gedeckte Holzbrücke über die Thur KGS-Nr.: 04998       | A    | G   | Eschikoferbrücke 719309 / 271043                       | 1834–35 von Johann Melchior Kappeler erbaut. Objekt liegt hälftig auf dem Gemeindegebiet von Wigoltingen (KGS-Nr. 16722). |
| ja   | Datei hochladen · Wikidata zu Paritätische Kirche St. Peter und Paul (Q29882386)  | Paritätische Kirche St. Peter und Paul KGS-Nr.: 05050  | B    | G   | Neuhofstrasse 3 720160 / 269520                        | |
| ja   | Datei hochladen · Wikidata zu Katholische Kapelle Maria am hohen Wege (Q29882383) | Katholische Kapelle Maria am hohen Wege KGS-Nr.: 10905 | B    | G   | Chappeliwis 719633 / 269751                            | Kapelle am Hohenweg (Pilgerweg). In einem Pfarrbericht wird sie 1711, ohne Glocke, aufgeführt.                            |
| ja   | Datei hochladen · Wikidata zu Bauernhaus (Q29882377)                              | Bauernhaus KGS-Nr.: 13593                              | B    | G   | Amlikon, Klösterli 1 721822 / 270100                   | |
| ja   | Datei hochladen · Wikidata zu Doppelwohnhaus (Nordteil) (Q29882381)               | Doppelwohnhaus (Nordteil) KGS-Nr.: 13594               | B    | G   | Bissegg, Carl-Haselbachstrasse 1 720861 / 269127       | |
| ja   | Datei hochladen · Wikidata zu Wohnhaus (Q29882388)                                | Wohnhaus KGS-Nr.: 13595                                | B    | G   | Griesenberg, Schlossstrasse 14, 16, 18 718374 / 269846 | Im ehemaligen Schlossgraben gelegenes Herrschaftshaus.                                                                    |